# ミネベアミツミ
ミネベアミツミ株式会社（英: MinebeaMitsumi Inc.）は、長野県北佐久郡御代田町に本社を置くベアリング、モーターを中心とする電気部品メーカー。コーポレートスローガンは「Passion to Create Value through Difference」。
終戦後、満州から帰国した旧・満州飛行機製造の技術者が立ち上げた。
小径・ミニチュアサイズのボールベアリングでは、シェア世界首位。略称はNMB（Nippon Miniature Bearing）。生産の6割をタイ王国で行うほか、中華人民共和国などにも工場を持つ。 日経平均株価およびJPX日経インデックス400の構成銘柄の一つ。
高橋高見が会長・社長時代、多角化を目指し、M&Aを積極的に行い規模が拡大し、一時はミネベア航空という自社専用の貨物航空会社まで持つほどであった。しかし、収益力の低下と下諏訪町にある三協精機製作所の買収に失敗し本業回帰に転換している（のちに三協精機は2003年に日本電産(現:ニデック)が買収、2023年4月にニデックインスツルメンツへ商号変更）。
新中央工業を合併後、警察や自衛隊向けの拳銃や機関拳銃も開発・製造している。

## 沿革
- 1951年（昭和26年）7月 - 日本ミネチュアベアリング株式会社として設立。
- 1961年（昭和36年）
  - 7月 - 東京証券取引所店頭売買銘柄へ公開。
  - 10月 - 東京証券取引所2部上場。
- 1965年（昭和40年）7月 - 本社を現所在地に移転。
- 1968年 (昭和43年）9月 - アメリカ現地法人としてNippon Miniature Bearing Corporation（現・NMB Technologies Corp.）設立。
- 1970年（昭和45年）10月 - 東京証券取引所1部指定替え。
- 1971年（昭和46年）
  - 4月 - イギリスにてNMB (UK) Ltd.を設立
  - 5月 - 大阪証券取引所、名古屋証券取引所各1部上場。
  - 9月 - SKF社のリード工場を買収、アメリカでのベアリング生産を開始。
- 1972年（昭和47年）2月 - シンガポールに、現地法人 NMB Singapore Ltd.設立。
- 1974年（昭和49年）9月 - 新興通信工業株式会社（現・センシングデバイス事業部）を買収。
- 1975年（昭和50年）
  - 1月 - アメリカのIMC Magnetics Corp.を買収。
  - 7月 - 株式会社東京螺子製作所、新中央工業株式会社を買収。
  - 9月 - 大阪車輪製造株式会社、アメリカのHansen Manufacturing Co,Incを買収。
- 1977年（昭和52年）10月 - ドイツ現地法人としてNippon Miniature Bearing GmbHを設立。
- 1978年（昭和53年）8月 - 北斗音響株式会社、株式会社ハタ通信機製作所を買収。
- 1979年（昭和54年）8月 - 帝国ダイカスト工業株式会社に資本提携。
- 1980年（昭和55年）
  - 1月 - 中華民国現地法人として台湾美蓓亜電子股份有限公司を設立。
  - 3月 - 光洋精工（現・ジェイテクト）のシンガポール工場を買収、シンガポールでのベアリング生産を開始。
  - 8月 - タイ現地法人としてNMB Thai Ltd.を設立。
- 1981年（昭和56年）
  - 1月 - 販売部門を分離独立させ、株式会社エヌ・エム・ビーを設立、グループメーカーの販売部門を合併。
  - 10月 - 東京螺子製作所、新興通信工業、新中央工業及び大阪車輪製造を吸収合併し、ミネベア株式会社に商号変更。
- 1983年（昭和58年）
  - 3月 - 株式会社コンドーを買収。
  - 10月 - ソニーの子会社、株式会社オーディオリサーチを買収。
- 1984年（昭和59年）
  - 10月 - 帝国ダイカスト工業株式会社を吸収合併。
- 1985年（昭和60年）3月 - アメリカの New Hampshire Ball Bearings, Inc.を買収。
- 1988年（昭和63年）2月 - イギリスの Rose Bearings Ltd.を買収。
- 1989年（平成元年）6月 - 中華民国の環中企業股份有限公司を買収。
- 1990年（平成2年）
  - 8月 - アメリカのPower Systems, Inc.を買収。
  - 10月 - ドイツにてパプスト社との合弁会社、PAPST-MINEBEA-DISC-MOTOR Gmbhを設立。
- 1992年（平成4年）2月 - イギリスのSorensen社を買収。
- 1994年（平成6年）
  - 4月 - 中華人民共和国現地法人として上海美蓓亜精密机電有限公司を設立。
  - 12月 - ミネベア信販の信販事業をゲートファイナンス（現・新生フィナンシャル）に売却。
- 2004年（平成16年）4月 - 松下電器産業株式会社モータ社（後のパナソニック株式会社モータ社）との合弁会社としてミネベア・松下モータ株式会社（後のミネベアモータ株式会社）を設立。設立に際し、同年3月にファンモータとステッピングモータ事業を簡易分割によりミネベア・松下モータ株式会社（後のミネベアモータ株式会社）へ承継[8]。
- 2005年（平成17年）4月 - 子会社のミネベアエレクトロニクス株式会社より営業の全てを譲受、同社を清算[9]。
- 2009年（平成21年）1月 - FDK株式会社よりステッピングモータ事業を譲受。これにより、株式会社FDKメカトロニクスとFDK(THAILAND)Co,Ltd.を子会社化、厦門富士電気化学有限公司（アモイFDK）からステッピングモータ事業を譲受[10]。株式会社FDKメカトロニクスはNMBメカトロニクス株式会社に、FDK(THAILAND)Co,Ltd.は翌月にNMB Mechatronics (Thailand) Co., Ltd.へそれぞれ社名変更[11]。
- 2010年（平成22年）
  - 4月 - パナソニック株式会社のモータ社で行っていた情報モーター事業をミネベアモータ株式会社へ譲渡[12]。
  - 8月 - 第一精密産業株式会社を日本みらいキャピタル株式会社が運営する投資ファンドからの株式取得により子会社化[13]。
- 2011年（平成23年）12月 - カンボジアのプノンペン経済特区内に、ミネベアカンボジアの自社工場を設立。
- 2012年（平成24年）6月 - 松井田工場に防衛・航空宇宙向け専用工場を建設決定。それに伴い2014年に大森工場を閉鎖。
- 2013年（平成25年）
  - 2月 - パナソニック株式会社とのモーター合弁事業を解消し、ミネベアモータ株式会社を完全子会社化する[14]。
  - 4月 - ミネベアモータ株式会社を吸収合併[15]。
  - 7月 - NMB Mechatronics (Thailand) Co., Ltd.の全事業及びMINEBEA ELECTRONICS MOTOR (THAILAND) COMPANY LIMITEDの事業をNMB-Minebea Thai Ltd.へ移管[16]。
  - 12月 - NMBメカトロニクス株式会社が行っていたマイクロアクチュエーター等の製造販売事業を譲受[16]。
- 2014年（平成26年）
  - 6月 - アメリカのHansen Corporationの全株式を売却。
  - 9月 - 事業移管や当社への譲受により休眠会社状態となっていたNMBメカトロニクス株式会社及びタイの関連会社2社の清算を発表。NMBメカトロニクス株式会社は12月31日付で清算された[16]。
  - 12月 - 株式会社塩野製作所からの事業譲受を目的に、当社100%出資により塩野プレシジョン株式会社（現:ミネベアプレシジョン株式会社）を設立（翌月に株式会社塩野製作所からの事業譲受により事業を開始）[17]。
- 2015年（平成27年）
  - 2月 - 日本政策投資銀行と共同で、ドイツの計測機器大手Sartorius Mechatronics T&H GmbHを買収、子会社化。
  - 3月 - 子会社のエヌ・エム・ビー電子精工株式会社から事業の全部を譲受、同社を清算[18]。
- 2017年（平成29年）1月27日 - 株式交換によりミツミ電機株式会社を完全子会社化して経営統合。ミネベアミツミ株式会社に商号変更[19][20]。同時にコーポレートスローガンとして「Passion to Create Value through Difference」を制定[4]。
- 2019年（平成31年）4月 - 株式会社ユーシンを株式公開買付けにより子会社化[21]。
- 2020年（令和2年）4月 - セイコーインスツル株式会社のアナログ半導体事業を母体とするエイブリック株式会社を株式会社日本政策投資銀行及びセイコーインスツル株式会社からの株式取得により子会社化[22]。
- 2021年（令和3年）6月 - 名古屋証券取引所の株式上場廃止。
- 2022年（令和4年）
  - 4月 - 東京都港区東新橋の旧日本通運本社ビルを732億円で取得[23][24]。
  - 9月 - 本多通信工業株式会社を株式公開買い付けにより子会社化[25]（これにより、同社子会社のHTKエンジニアリング株式会社(現:ミネベア ソフトウェアソリューションズ株式会社)と安曇野本多通信工業株式会社が当社グループへ入る）。
- 2023年（令和5年）
  - 1月 - 株式会社ホンダロックを本田技研工業株式会社からの株式取得により子会社化。社名をミネベア アクセスソリューションズ株式会社に変更する[26]。
  - 3月 - 取得した旧日本通運本社ビルを「ミネベアミツミ東京クロステックガーデン」として開設され、当社の東京本部を移転[27]。
  - 7月 - 企業CMの全国放映を開始[28][29]。
- 2024年（令和6年）5月 - 株式会社日立パワーデバイスを株式会社日立製作所からの株式取得により子会社化。社名をミネベアパワーデバイス株式会社に変更する。併せて、株式会社日立製作所がグループで保有していたパワーデバイス事業に関する海外販売事業を譲り受ける。

## 工場

### 国内
- 本社、軽井沢工場 - 長野県北佐久郡御代田町
- 松井田工場 - 群馬県安中市
- 浜松工場 - 静岡県袋井市
- 藤沢工場 - 神奈川県藤沢市
- 米子工場 - 鳥取県米子市
- 東京本部（ミネベアミツミ東京クロステックガーデン） - 東京都港区東新橋

(かつての工場)
- 京都工場
- 一関工場
- 甲府工場
- 飯田工場
- 大森工場

### 海外
- アメリカ
  - New Hampshire Ball Bearings, Inc. チャッツワース工場
  - New Hampshire Ball Bearings, Inc. ピーターボロー工場
  - New Hampshire Ball Bearings, Inc. ラコーニア工場

- イギリス
  - NMB-Minebea UK Ltd. リンカーン工場

- ドイツ
  - Precision Motors Deutsche Minebea GmbH
  - myonic Holding GmbH / myonic GmbH
  - CEROBEAR GmbH

- スロバキア
  - NMB Minebea Slovakia s.r.o.

- チェコ
  - myonic s.r.o.

- シンガポール
  - チャイチー工場 (NMB Singapore Ltd.)
  - ジュロン工場 (NMB Singapore Ltd.)

- タイ
  - アユタヤ工場 (NMB-Minebea Thai Ltd.)
  - バンパイン工場 (NMB-Minebea Thai Ltd.)
  - ロッブリ工場 (NMB-Minebea Thai Ltd.)
  - ロジャナ工場 (NMB-Minebea Thai Ltd.)
  - ナワナコン工場 (NMB-Minebea Thai Ltd.)

- 中国
  - 上海美蓓亚精密机电有限公司 上海工場
  - 上海美蓓亚精密机电有限公司 西岑工場
  - 珠海美蓓亚精密马达有限公司
  - 美蓓亚电子科技（蘇州）有限公司
  - 東莞城区第一精密産業模具有限公司

- マレーシア
  - Minebea Electronics Motor (Malaysia) Sdn.Bhd.

- フィリピン
  - MINEBEA PHILIPPINES, INC.

- カンボジア
  - Minebea (Cambodia) Co., Ltd.

## 主な製品

### 軸受（ベアリング・ロッドエンド）
創業以来の事業であり、外径30ミリ以下のミニチュアベアリングに強い。現在では比較的大型のベアリングも製造している。
特にミニチュアベアリングの世界シェアは60%を超えている。そのボールの表面粗度はRa0.00001mm、内外輪溝の真円に対する誤差は±0.00001mmという超高精度である。特に精度が求められるHDD用の真円度は0.05μmm以下であり、この数値は人間の毛髪のおよそ1600分の1以下に当たる。ボールの真球度は0.02μmm以下であり、これは地球の直径約12,800,000mに対して、わずか25.6m以下の誤差ということになる。その高い超精密加工技術を生かし、2009年1月に世界最小の外径1.5mmボールベアリングをリリースした。
現在HDDの軸受けとして主流の流体軸受も手がけている。一般的には目にすることがない部品であるが、ホビー用ではサスペンション、釣り具、電動ガン、ミニ四駆などのアップグレードや補修用として人気であり、ネット商社やオークションなどで入手可能である。

### 回転機器
70年代にモータ事業へ参入し、主力事業のひとつに成長した。2004年に松下電器産業モータ社とファンモーター、ステッピングモーター、振動モーター、ブラシ付DCモーターについて提携した。HDDや携帯電話、デジタルカメラ用などの小型モータから、ブロワモーター、ターボ分子ポンプ用モーター、転轍機用モーターなど大型なものまで多種取り扱っている。鉄道用転轍機、遮断機モーターは日本国内シェアの半数を握っている。

### ピボットアッセンブリー
HDDの構成部品の一つ。磁気ヘッドを取り付けたアームを動かす支点となる部品でベアリングを内蔵している。世界の65%以上のシェアを持つ。

### レゾルバ・車載機器
ベアリングや回転機器（巻き線）のノウハウを生かしてレゾルバや電磁クラッチの応用機器を開発・生産している。
トルクセンサとしてEPS（電動パワーステアリング）にレゾルバが用いられている。近年のワゴン、ミニバン等では電動スライドドア機構に電磁クラッチが使用されている。日産･リーフの走行モータ向けVRレゾルバも生産している。

### スピーカー
北斗音響を前身とするスピーカー事業部は、オーディオメーカーに各種スピーカーをOEM供給している。

### 計測機器
ひずみゲージ、フォースセンサなどの小型機器からロードセル、圧力計、トルクメータ、指示計、ひずみ測定器、大型の引張圧縮材料試験機など幅広く生産を行っている。任天堂の『バランスWiiボード』には、ミネベア製ストレインゲージ式フォースセンサ（ひずみゲージ）が用いられている。

### エレクトロデバイス
液晶パネル用バックライトやインバータを生産し、液晶テレビなどに採用されている。特にiPhone用バックライトモジュールを供給し、飛躍的に事業拡大しているが、対抗馬として有機ELが台頭しつつあり今後の動向に注目が集まる。圧力センサーや温度センサーなど各種センサーも生産している。

### キーボード
現在ではデルやロジクールなど大手メーカーのOEM生産が中心だが、かつては高品質なメンブレンキーボードを自社ブランドで製造しており、2006年頃までは秋葉原のPCショップでも取り扱っていた。2013年には自社のセンサー技術を応用したタッチセンサーキーボード「COOL LEAF」を開発している。主に代理店（ユーエーシー株式会社など）を通じ、医療現場やクリーンルーム用として販売されているが、ネットショップなどでは一般向けに販売されていた。

### 防衛関連機器
東京工廠製造所の所長を務めた南部麒次郎が戦前に起業し、戦前・戦中に多くの銃器を生産した中央工業を前身としている新中央工業を合併し、ミネベア大森工場とした（後に松井田工場に機能移管）。ニューナンブM60、M360J SAKURA、9mm拳銃、9mm機関けん銃、航空機用のボムラック（兵装架）などの軍事向け製品を生産している。

### 個人向け
個人向けの商品として、「SALIOT（サリオ）」のブランド名で間接照明、「SADIOT LOCK（サディオ ロック）」の製品名で後付け型スマートロック（グループ会社のミネベアショウワ(旧:ユーシン・ショウワ)との共同開発品）を自社ECサイトで販売している。なお、2020年4月より生産、同年6月より販売していた不織布マスクについては、2023年5月末をもって販売終了となった。

## ギネス記録

### 世界最小の量産可能なボールベアリング
2015年8月28日、世界最小の量産可能なボールベアリングとしてギネス世界記録に認定された。
外径1.5mmのスチール製ボールベアリングであり、日本の最高峰機械式腕時計の中に搭載されているトゥールビヨン機構に採用されている。

### ギネスワールドレコーズジャパン 『匠ニッポン』第1号認定
ギネスワールドレコーズ日本支社の新規プロジェクト、「匠ニッポンプロジェクト」において、第1号としてボールベアリングが認定された。

### ギネス世界記録 世界最長回転記録達成
- ミネベアミツミと三菱プレシジョン共同開発ハンドスピナー「Real Spin Ms'」[34]
- 24分46.34秒回転し「１本の指の上でハンドスピナーを回す最長時間」でギネス世界記録に認定された[35]。

## 関連会社
- ミツミ電機株式会社
- 株式会社ユーシン
- エイブリック株式会社
- 本多通信工業株式会社
- 第一精密産業株式会社
- ミネベアプレシジョン株式会社
- ミネベア アクセスソリューションズ株式会社
- エヌ・エム・ビー販売株式会社
- NMB-Minebea Thai Ltd.
- Minebea (Cambodia) Co., Ltd.
- NMB Singapore Ltd.
- Minebea Electronics & Hi-Tech Components (Shanghai) Ltd.
- Minebea Electronics Motor (Zhuhai) Co.,Ltd.
- MINEBEAMITSUMI SHANGHAI TRADING LTD.
- Minebea Trading (Shanghai) Ltd.
- Minebea Electronic Devices (Suzhou) Ltd.
- MinebeaMitsumi Technical Service (Suzhou) Ltd.
- Minebea (Shenzhen) Ltd.
- Minebea (Hong Kong) Ltd.
- Minebea Technologies Taiwan Co., Ltd.
- Dongguan Chengqu Daiichi Precision Mold Co., Ltd.
- NMB Korea Co., Ltd.
- Minebea Electronics Motor (Malaysia) Sdn.Bhd.
- NMB-Minebea India Private Limited
- NMB (USA) Inc.
- NMB-Minebea UK Ltd.
- MinebeaMitsumi Technology Center Europe GmbH
- NMB-Minebea-GmbH
- myonic GmbH
- NMB Italia S.r.L.
- NMB Minebea S.a.r.l.
- Minebea Slovakia s.r.o.

## 提供番組
現在
2024年7月時点で提供番組はなし。
過去
- THE TIME,（TBSテレビ(※関東ローカル・月曜日の5時台に提供）、2021年10月～2022年3月）[36]
- 真相報道バンキシャ!（日本テレビ、2023年10月～2024年3月）[37]

上記番組以外にも、BS松竹東急のゴルフ中継（全米女子オープンゴルフ選手権は2023年から、全米プロゴルフ選手権と全米オープンゴルフ選手権は2024年から）にも番組スポンサーとして提供している。